# Мегдіабад (Зарандіє)
Мегдіабад (перс. مهدي اباد) — село в Ірані, у дегестані Гакімабад, у Центральному бахші, шахрестані Зарандіє остану Марказі. За даними перепису 2006 року, його населення становило 0 осіб, що проживали у складі 0 сімей.

## Клімат
Середня річна температура становить 16,21 °C, середня максимальна – 35,48 °C, а середня мінімальна – -6,70 °C. Середня річна кількість опадів – 246 мм.
| Клімат поселення                              | Клімат поселення | Клімат поселення | Клімат поселення | Клімат поселення | Клімат поселення | Клімат поселення | Клімат поселення | Клімат поселення | Клімат поселення | Клімат поселення | Клімат поселення | Клімат поселення | Клімат поселення |
| Показник                                      | Січ.             | Лют.             | Бер.             | Квіт.            | Трав.            | Черв.            | Лип.             | Серп.            | Вер.             | Жовт.            | Лист.            | Груд.            |                  |
| Середній максимум, °C                         | 10,84            | 13,80            | 18,22            | 24,88            | 29,90            | 34,76            | 35,48            | 34,56            | 30,41            | 23,96            | 17,39            | 10,96            |                  |
| Середня температура, °C                       | 2,07             | 5,03             | 9,45             | 16,10            | 21,13            | 26,00            | 29,15            | 28,22            | 24,08            | 17,63            | 11,07            | 4,62             |                  |
| Середній мінімум, °C                          | −6,7             | −3,74            | 0,68             | 7,32             | 12,37            | 17,23            | 22,82            | 21,91            | 17,75            | 11,29            | 4,74             | −1,71            |                  |
| Норма опадів, мм                              | 36               | 35               | 44               | 29               | 21               | 4                | 1                | 1                | 1                | 15               | 24               | 35               |                  |
| Середньомісячна швидкість вітру, м/с          | 1.58             | 2.14             | 2.92             | 3.20             | 2.97             | 2.90             | 2.98             | 2.82             | 2.40             | 2.22             | 1.94             | 1.60             |                  |
| Середньомісячна сонячна радіація, кДж/м²·день | 9139             | 11910            | 14427            | 18036            | 22044            | 25916            | 25634            | 23322            | 19877            | 14647            | 10831            | 8720             |                  |
| --------------------------------------------- | ---------------- | ---------------- | ---------------- | ---------------- | ---------------- | ---------------- | ---------------- | ---------------- | ---------------- | ---------------- | ---------------- | ---------------- | ---------------- |
| Джерело:                                      |                  |                  |                  |                  |                  |                  |                  |                  |                  |                  |                  |                  |                  |